# 巴氏下銀漢魚
巴氏下銀漢魚（学名：Hypoatherina barnesi）為輻鰭魚綱銀漢魚目銀漢魚科的其中一種，分布於印度太平洋區，從東非至庫克群島北部，北至馬紹爾群島，南迄澳洲北部、新喀里多尼亞海域，深度0-5公尺，體長可達10公分，為熱帶魚類，棲息在沿岸淺水域、潟湖，成群活動，生活習性不明。